# Lucasidia caroli
Lucasidia caroli là một loài bướm đêm trong họ Noctuidae.